# 5夜連続シリーズ スーパーTV
『5夜連続シリーズ スーパーTV』（ごやれんぞくシリーズ スーパーテレビ）は、テレビ東京系列局ほかで放送されていたテレビ東京製作の情報番組である。テレビ東京系列局では1983年10月10日から1984年9月28日まで、毎週月曜 - 金曜 20:00 - 20:54 （日本標準時）に放送。系列外のネット局では、『スーパーTV』と題して平日午後に遅れネットされていた。

## 概要
5話完結型のミニシリーズを組んで放送していた1時間の帯番組で、46週にわたって放送されていた。キャッチフレーズは「よる8時が変わった!毎日が新しい発見!!」。
基本的には週5日間毎日放送されていたが、パ・リーグ中心のプロ野球ナイター中継や『メガロポリス歌謡祭』などの単発特別番組が編成される週には放送曜日を減らしていた。また、年始特番がある週にはまるまる1週放送を休止していた。
1984年9月28日放送分をもってレギュラー放送を終了したが、同年10月にも『スーパーTV特別企画』と銘打った単発放送版が繰り返し放送されていた。

## 放送内容一覧

### 1983年
1. 大アマゾン（10月10日 - 10月14日）[2]
2. 五木ひろしシルクロード1万キロの旅（10月17日 - 10月21日）[2]
3. 世界の五大陸を追う（10月24日 - 10月28日）
4. 女優旅行シリーズ（10月31日 - 11月2日）
5. 新情報 知って得する!血液型ゼミナール（11月7日 - 11月10日）[2]
6. 衝撃の真実（11月14日 - 11月18日）
7. ニューヨーク特集（11月21日 - 11月25日）
8. ディズニー特別劇場（11月28日 - 12月2日）
9. 香港NOW（12月5日 - 12月9日）
10. 生放送教育番組 こどもたちはいま（12月12日 - 12月16日）
11. 科学万博がやってくる（12月19日 - 12月23日）
12. 新証言 戦後事件史・犯罪（12月26日 - 12月30日）

### 1984年
1. 科学の目はみた!'84ニューメディア時代（1月9日 - 1月13日）
2. 動物と人間の感動シリーズ（1月16日 - 1月20日）
3. 驚異エジプト巨大文明5000年の旅（1月23日 - 1月27日）
4. 知って得する占いゼミナール（1月30日 - 2月3日）
5. ニッポン大衆食全集（2月6日 - 2月10日）
6. 最後のアフリカ（2月13日 - 2月17日）
7. ガンは必ず治る?（2月20日 - 2月24日）
8. キタキツネと仲間たち 大自然ロマン（2月27日 - 3月2日）
9. '84アメリカの素顔（3月5日 - 3月9日）
10. 驚異のマジック&サーカス（3月12日 - 3月16日）
11. ブルーサンダー ※テレビドラマ版（3月19日 - 3月23日） - その後も1984年7月から同年9月まで火曜21:00枠で放送。
12. 人気怪獣大パレード（3月26日 - 3月30日）
13. 和泉雅子極地に挑む（4月16日 - 4月20日）
14. 日本映画思い出の名場面（4月23日 - 4月27日）
15. 世界のおもちゃ旅行（4月30日 - 5月4日）
16. 世界の巨大魚をつる（5月7日 - 5月11日）
17. 寿司ゼミナール（5月15日 - 5月18日）
18. これが世界の億万長者だ!（5月22日 - 5月25日）
19. ザ・オリンピック（5月28日 - 6月1日）
20. 世界の王室貴族ご用達一流品ゼミナール（6月4日 - 6月8日）
21. 海底への挑戦（6月11日 - 6月15日）
22. おもしろ名前ゼミナール（6月18日 - 6月22日）
23. インディ・ジョーンズのすべて（6月26日 - 6月28日）
24. アイドルプレイバック（7月2日 - 7月5日）
25. 知って得する血液型ゼミナール2（7月9日 - 7月12日）
26. キミは生き残れるか?ジャングルサバイバル（7月16日 - 7月19日）
27. スポーツ特集（7月23日 - 7月27日）
28. 傑作編（7月30日 - 8月3日） - 過去に放送した内容の再放送。
29. 思い出のマンガ名場面集（8月7日 - 8月10日） - この企画は後に『面白アニメランド』と題して単独番組化し、木曜20:00枠でレギュラー放送された。なお、司会を務めていた山田邦子は単独番組化後も引き続き出演していたが、愛川欽也は羽賀研二と交代した。
30. 日本縦断クイズ列車（8月20日 - 8月24日）
31. コネクションズ 意外性の科学史（8月27日 - 8月31日）
32. 挑戦!南北アメリカ大陸縦断ビックリ世界一決定戦（9月3日 - 9月7日） - この企画は2014年に『世界一への挑戦 南北アメリカ大陸縦断』のタイトルでDVD化された。
33. おもしろKEIBAカルチャー（9月17日 - 9月21日）
34. 菅原やすのりのアメリカ大陸ふれあいの旅（9月24日 - 9月28日）

（参考：毎日新聞 ラジオ・テレビ欄）